# Baclava

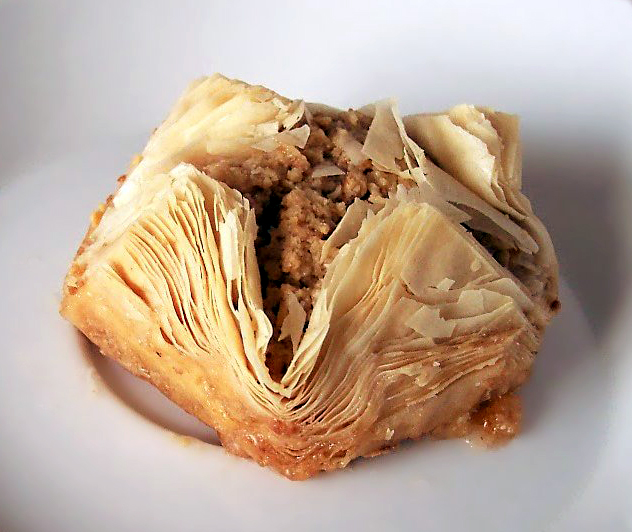
baclava

Baclava (baklava) é um tipo de pastel elaborado com uma pasta de nozes trituradas, envolvida em massa filo e banhada em xarope ou mel, existindo variedades que incorporam pistache, avelãs e sementes de gergelim, papoula ou outros grãos. Pode encontrar-se, com diferentes nomes, na gastronomia do Médio Oriente, do subcontinente indiano e dos Bálcãs. É geralmente servida como sobremesa nos países que fizeram parte do antigo Império Otomano, sendo um dos pratos nacionais da Turquia. 
A história da baclava não é bem documentada, sendo sua invenção reivindicada por vários grupos étnicos. Mas há fortes evidências de que seja de origem turca da Ásia Central, e que sua forma atual tenha sido desenvolvida nas cozinhas imperiais do Palácio de Topkapı.

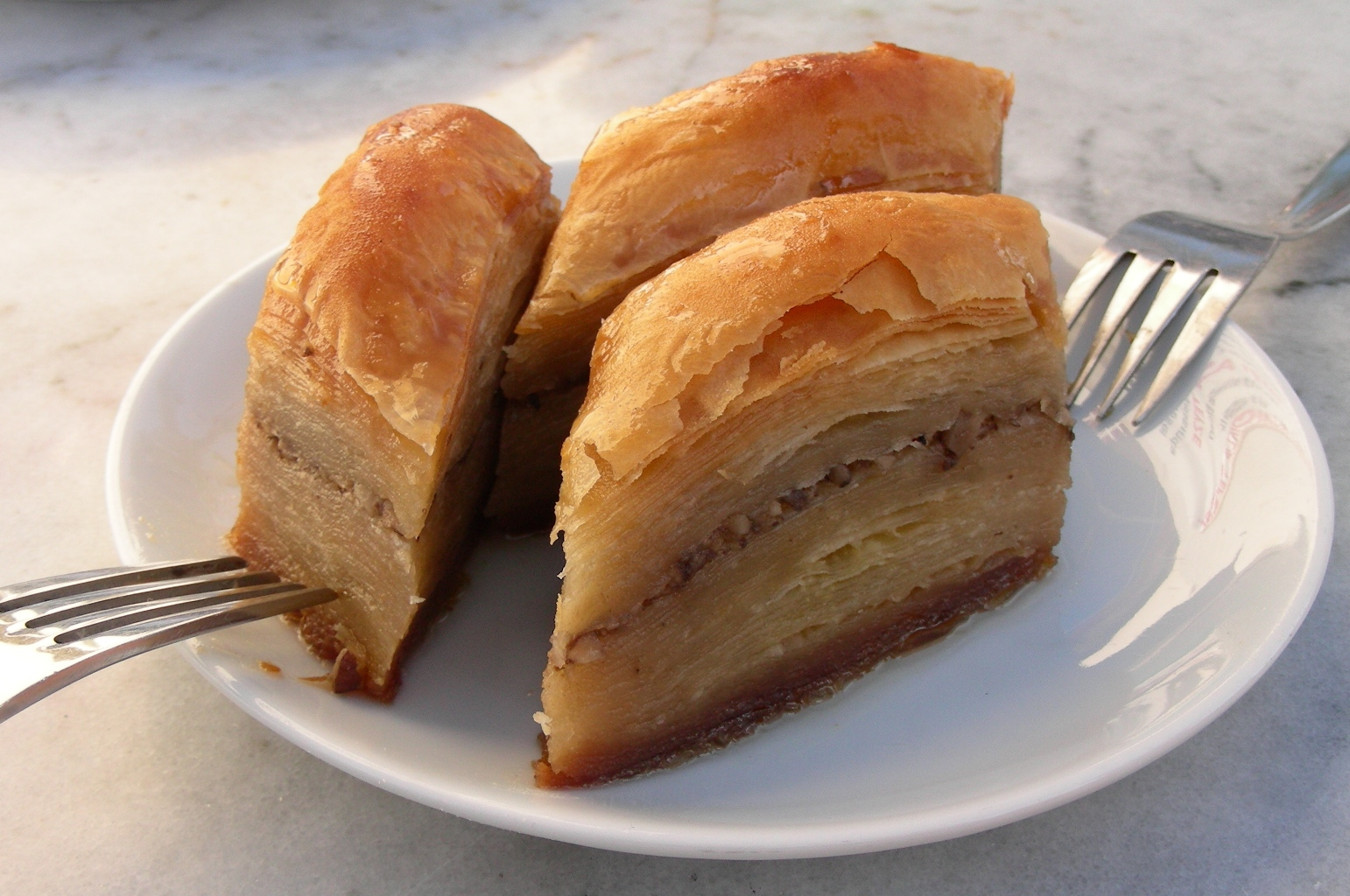
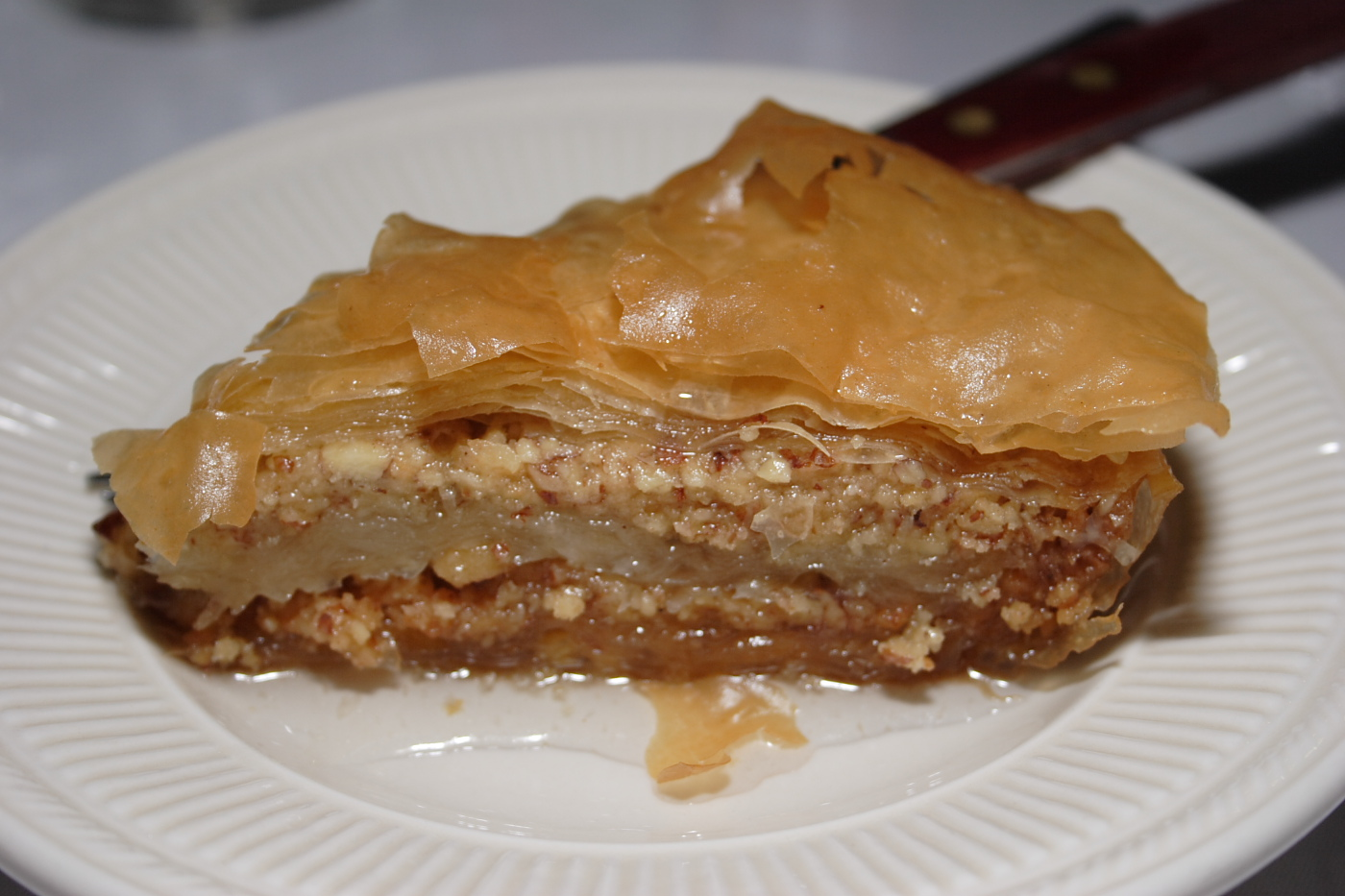
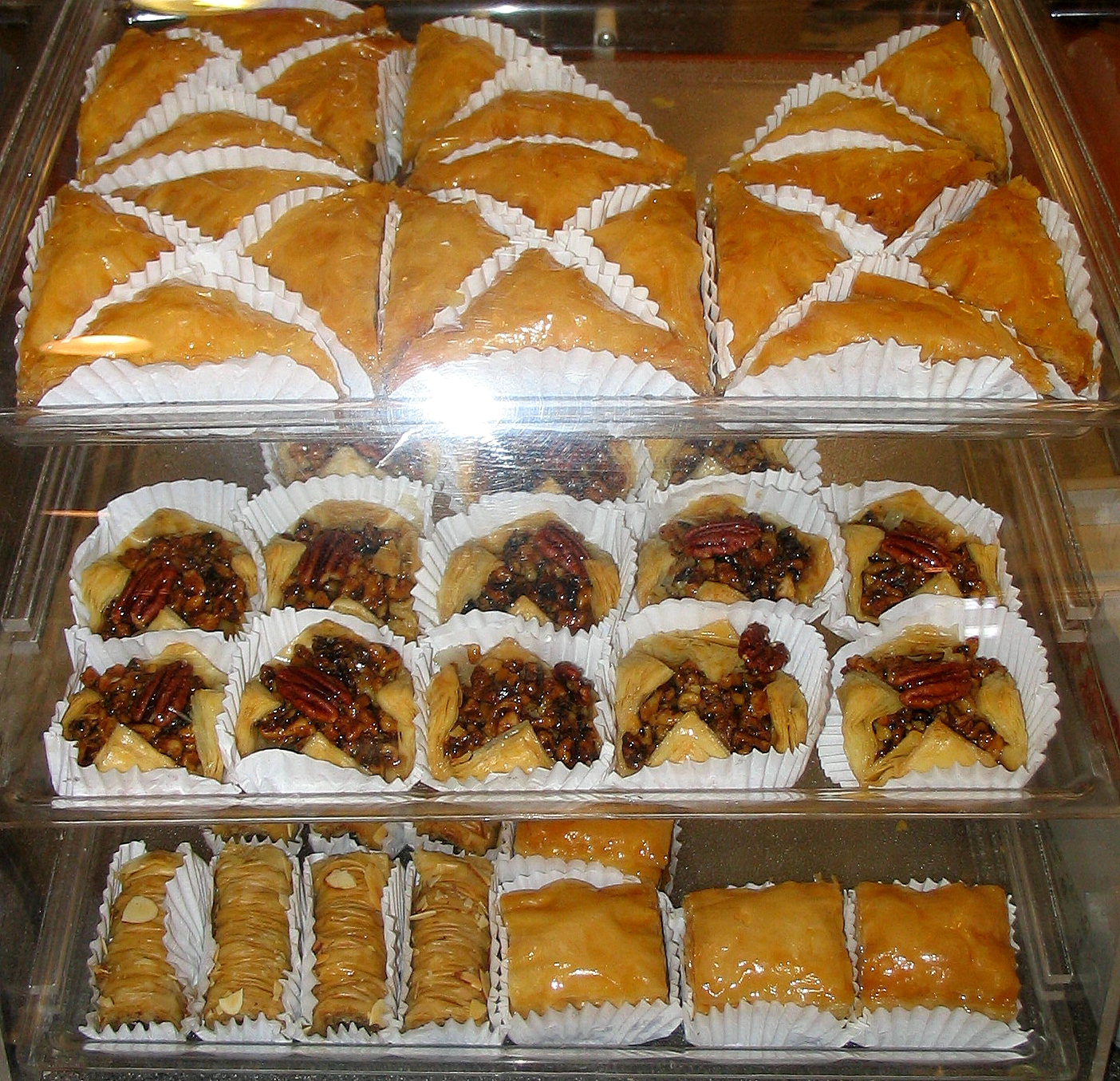